# Західний шельфовий льодовик
66°40′ пд. ш. 085°00′ зх. д. / 66.667° пд. ш. 85.000° зх. д.

Найбільші шельфові льодовики Антарктиди.
Росса (472960 km²)
Ронне-Фільхнера (422420 km²)
Еймері (62620 km²)
Ларсена (48600 km²)
Рісер-Ларсена (48180 km²)
Фімбул (41060 km²)
Шеклтона (33820 km²)
Георга VI (23880 km²)
Західний (16370 km²)
Вілкінса (13680 km²)

Західний шельфовий льодовик (англ. West Ice Shelf) - один з найбільших шельфових льодовиків в Антарктиді. Площа 16370 км², висота над рівнем моря до 70-100 м. Шельфовий льодовик був відкритий і названий німецької полярною експедицією під керівництвом геолога і дослідника Еріха фон Дригальського в 1901 - 1903 роках.
Місцевість у багатьох місцях розсічена провалами і тріщинами. Площа льодовика, в різний час змінювалася, у зв'язку з відколом великих айсбергів. Останнім часом льодовик значно скоротився, приблизно на одну третину.
Перші серйозні дослідження шельфового льодовика провели радянські вчені. В 1957 - 1960 рр. в центральній частині льодовика, на куполі Завадовського, протягом 3-х місяців (травень - липень), працювала метеорологічна станція «Дружба». Ще дві експедиції, проводилися в 1964 і 1991 рр.

## Див. Також
- Шельфовий льодовик